# Строн (Іллінойс)
Строн (англ. Strawn) — селище (англ. village) в США, в окрузі Лівінґстон штату Іллінойс. Населення — 101 особа (2020).

## Географія
Строн розташований за координатами 40°39′13″ пн. ш. 88°24′0″ зх. д. / 40.65361° пн. ш. 88.40000° зх. д. (40.653692, -88.399896).  За даними Бюро перепису населення США в 2010 році селище мало площу 1,33 км², уся площа — суходіл.

## Демографія
Згідно з переписом 2010 року, у селищі мешкало 100 осіб у 40 домогосподарствах у складі 25 родин. Густота населення становила 75 осіб/км².  Було 46 помешкань (34/км²).
Расовий склад населення:
| - 98,0 % — білих - 1,0 % — азіатів |

До двох чи більше рас належало 1,0 %. Частка іспаномовних становила 0,0 % від усіх жителів.
За віковим діапазоном населення розподілялося таким чином: 32,0 % — особи молодші 18 років, 57,0 % — особи у віці 18—64 років, 11,0 % — особи у віці 65 років та старші. Медіана віку мешканця становила 35,0 року. На 100 осіб жіночої статі у селищі припадало 75,4 чоловіків;  на 100 жінок у віці від 18 років та старших — 78,9 чоловіків також старших 18 років.
Середній дохід на одне домашнє господарство  становив 63 631 долар США (медіана — 52 500), а середній дохід на одну сім'ю — 79 591 долар (медіана — 72 917). Медіана доходів становила 50 625 доларів для чоловіків та 42 500 доларів для жінок. За межею бідності перебувало 3,7 % осіб, у тому числі 0,0 % дітей у віці до 18 років та 16,7 % осіб у віці 65 років та старших.
Цивільне працевлаштоване населення становило 66 осіб. Основні галузі зайнятості: виробництво — 30,3 %, роздрібна торгівля — 15,2 %, освіта, охорона здоров'я та соціальна допомога — 15,2 %.